# Mohammed Saber Rohparwar
Mohammed Saber Rohparwar (* 1953) ist ein ehemaliger afghanischer Fußballspieler. Der Stürmer spielte in den 1970er-Jahren für den Kabuler Verein Hindukusch. Für den Verein schoss er fast 200 Tore. Er war zudem afghanischer Nationalspieler. 
Nach dem Bürgerkrieg 1978 flüchtete er nach Hamburg. Dort arbeitet er als Taxiunternehmer. 2007 gründete er in Hamburg einen afghanischen Fußballverein Ariana SV. Er ist auch Vorsitzender des Teams.